# Pavol Diňa
Pavol Diňa (Snina, 11 juli 1963) is een voormalig profvoetballer uit Slowakije. Hij speelde als aanvaller bij onder meer DAC Dunajská Streda en FC Košice. Diňa beëindigde zijn loopbaan in 1999 en stapte vervolgens het trainersvak in. Hij was met negentien treffers topscorer van de Corgoň Liga in het seizoen 1993-1994.

## Interlandcarrière
Onder leiding van bondscoach Jozef Vengloš maakte Diňa zijn debuut voor het Slowaaks voetbalelftal op 4 februari 1994 in de vriendschappelijke interland tegen Egypte (0-1). Hij viel in dat duel na 61 minuten in voor Vladislav Zvara. Diňa speelde in totaal drie interlands voor zijn vaderland.